# Joe Cortez
Joe Cortez (* 13. Oktober 1945 in New York City) ist ein US-amerikanisch-puerto-ricanischer Box-Referee.
Cortez war während seiner Jugend ein sehr guter Amateurboxer und Gewinner der Golden Gloves. Während der 1960er Jahre ging er nach Puerto Rico. Seit Jahren arbeitet Cortez als Ringrichter im Profiboxen und hat seinen Hauptwohnsitz nach Las Vegas verlegt. Er gilt als herausragender Fachmann der Szene, der viele Weltmeisterschaftskämpfe betreute, weshalb er 2011 zusammen mit Mike Tyson und Julio César Chávez Mitglied der International Boxing Hall of Fame wurde. Sein Motto ist „I am fair, but I am firm“, also fair aber regelfest. 
2006 spielte er sich selbst im Film Rocky Balboa. Auch in den Filmen I Spy und Knocked Out – Eine schlagkräftige Freundschaft hatte er jeweils Nebenrollen als Ringrichter.